# Andrea Coppolino
Andrea Coppolino (né le 19 août 1979 à Novedrate) est un gymnaste artistique italien, spécialiste des anneaux.
Il est champion d'Europe de cet agrès en 2005.